# 揭乐乡
揭乐乡，是中华人民共和国福建省龙岩市连城县下辖的一个乡镇级行政单位。

## 行政区划
揭乐乡下辖以下地区：
揭乐村、吕屋村、罗坊塅村、官峰村、黄坊村、石达砾村、小朱地村、魏磜村和布地村。